# Werner Frick (Germanist)

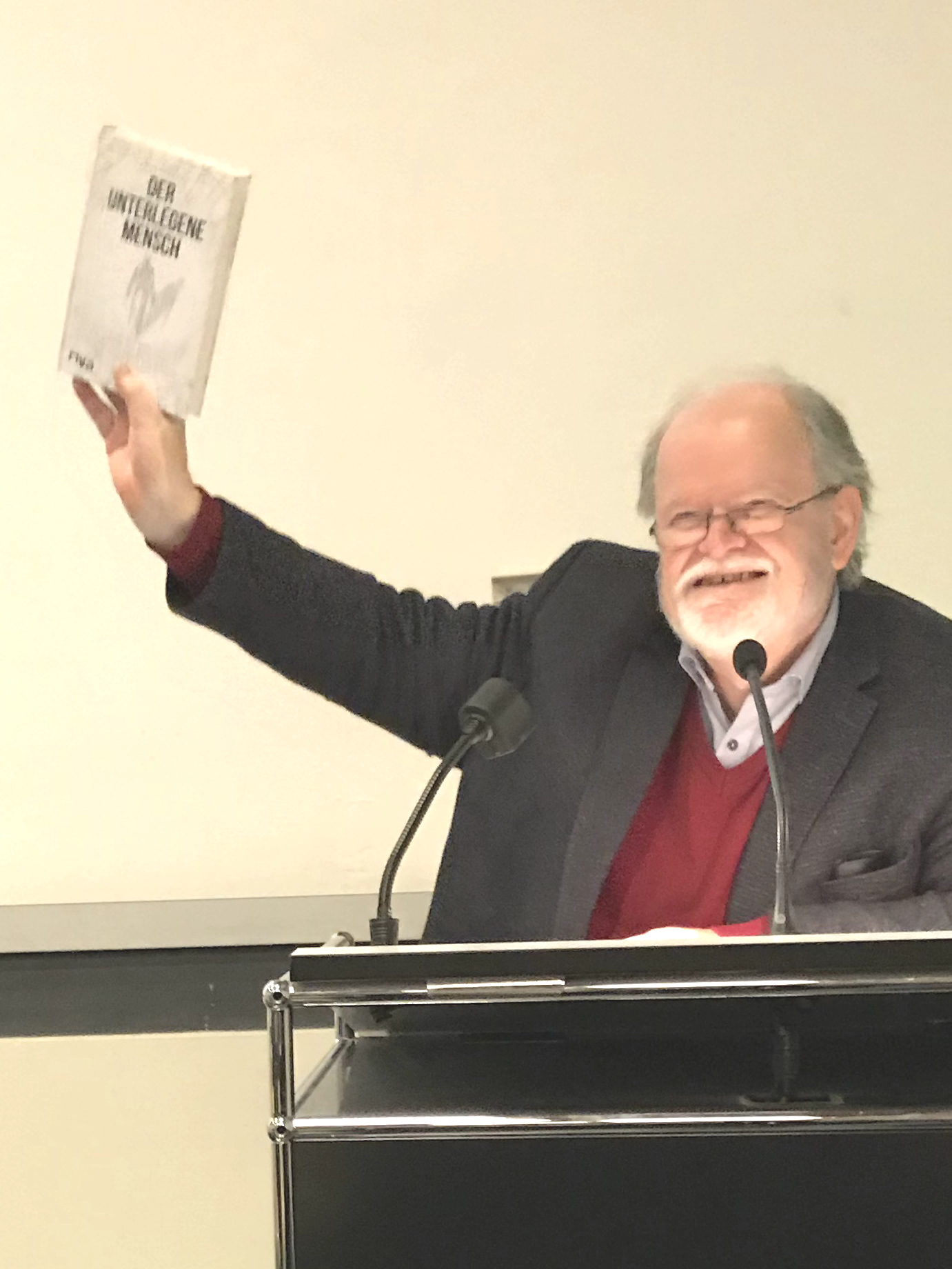
Werner Frick bei einem Vortrag von Armin Grunwald, 2019 an Uni Freiburg

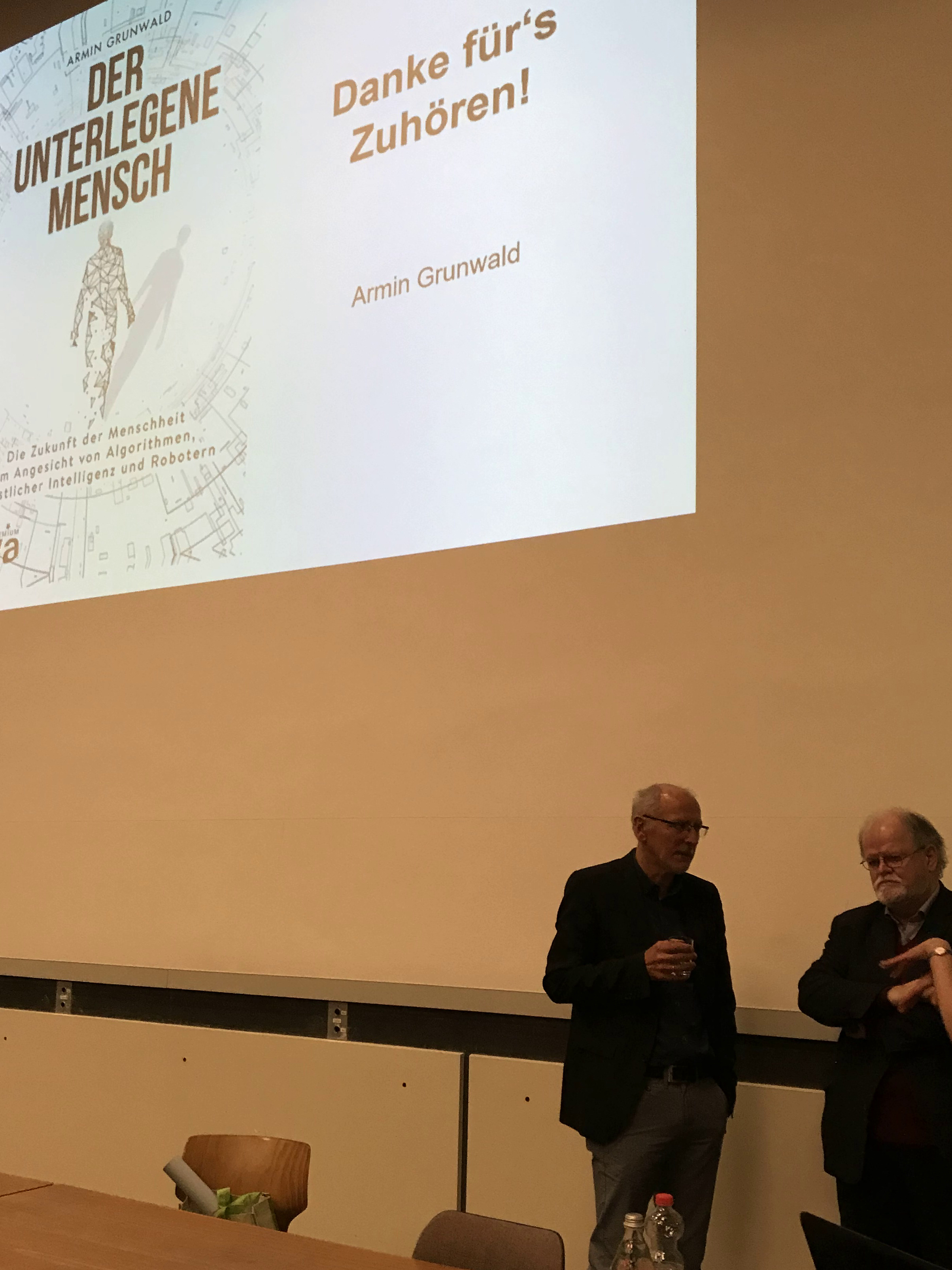
Diskussion nach Grunwalds Vortrag Machen wir uns mit der Digitalisierung selbst überflüssig?, 2019 Uni Freiburg

Werner Rudolf Frick (* 5. Dezember 1953 in Altensteig/Schwarzwald) ist ein deutscher germanistischer Literaturwissenschaftler und Hochschullehrer an der Albert-Ludwigs-Universität Freiburg.

## Leben
Nach dem Abitur an der Jugenddorf-Christophorusschule Altensteig 1971 studierte Frick von 1971 bis 1980 Germanistik, Philosophie, Geschichtswissenschaft und Musikwissenschaft an der Eberhard-Karls-Universität Tübingen, der École pratique des Hautes Études, der Sorbonne, am Collège de France in Paris und an der Christian-Albrechts-Universität zu Kiel. Von 1980 bis 1983 war er Wissenschaftlicher Angestellter am Lehrstuhl für Deutsche Philologie (Hans Joachim Kreutzer) an der Universität Regensburg. Im November 1985 wurde er in Kiel bei Klaus-Detlef Müller mit einer Studie über die Schicksalssemantik im deutschen und europäischen Roman des 17. und 18. Jahrhunderts promoviert. 
Anschließend war Frick Wissenschaftlicher Assistent (ab 1988 Akademischer Rat) an den Universitäten Regensburg und Augsburg – unterbrochen von einem Aufenthalt als Visiting Scholar an der Stanford University in Palo Alto, Kalifornien (USA) 1989/90. Im Juli 1997 habilitierte sich Frick in Augsburg mit einer Arbeit über die Transformation der griechischen Tragödie im Drama der klassischen Moderne und war anschließend Oberassistent am Lehrstuhl für Neuere Deutsche Literaturwissenschaft der Universität Augsburg. 
Im Juli 1998 wurde er Professor für Neuere Deutsche Literaturgeschichte an der Johannes Gutenberg-Universität Mainz; im März 1999 erhielt er einen Ruf auf den Lehrstuhl für Neuere Deutsche und Vergleichende Literaturwissenschaft an der Georg-August-Universität Göttingen. 2004 wechselte Frick auf den Lehrstuhl für Neuere Deutsche und Vergleichende Literaturwissenschaft der Albert-Ludwigs-Universität Freiburg.
Werner Frick ist ordentliches Mitglied der Akademien der Wissenschaften in Göttingen (seit 2002) und Heidelberg (seit 2005).

## Veröffentlichungen (Auswahl)
- Providenz und Kontingenz. Untersuchungen zur Schicksalssemantik im deutschen und europäischen Roman des 17. und 18. Jahrhunderts. Niemeyer, Tübingen 1988 (= Hermaea. Studien zur deutschen Literatur. 55) (Zugl.: Kiel, Univ., Diss., 1985).
- „Die mythische Methode“. Komparatistische Studien zur Transformation der griechischen Tragödie im Drama der klassischen Moderne. Niemeyer, Tübingen 1998 (= Hermaea. Studien zur deutschen Literatur. 86) (Zugl.: Augsburg, Univ., Habil.-Schr., 1997).